# Sauvain
Sauvain es una población y comuna francesa, situada en la región de Ródano-Alpes, departamento de Loira, en el distrito de Montbrison y cantón de Saint-Georges-en-Couzan.
La estación de radio militar de Pierre-sur-Haute es un complejo para las comunicaciones de las Fuerzas Armadas de Francia; una parte del complejo se encuentra en Sauvain.

## Demografía
| 615 | 611 | 523 | 507 | 445 | 429 |
| Para los censos de 1962 a 1999 la población legal corresponde a la población sin duplicidades (Fuente: INSEE [Consultar]) |     |     |     |     |     |